# Préstamo digital controlado

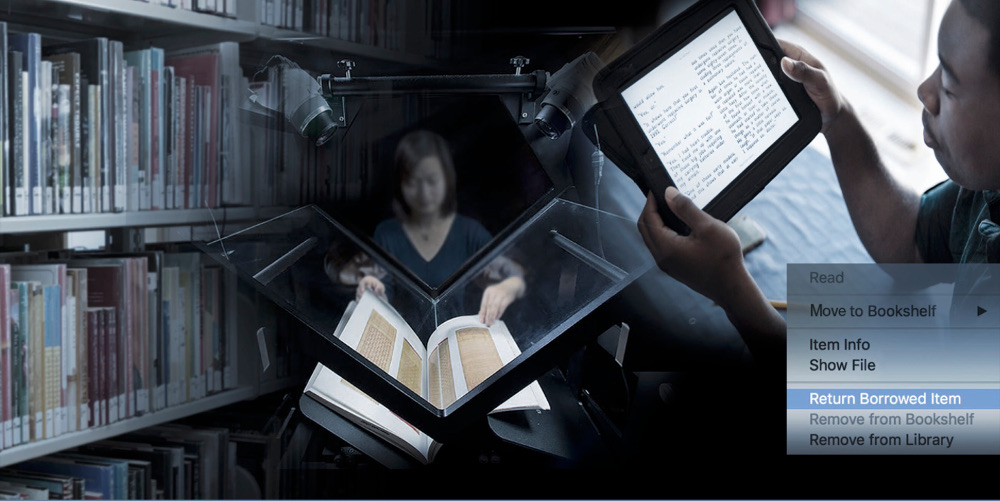
Representación de la digitalización de libros y el préstamo digital controlado

El préstamo digital controlado (Controlled digital lending o CDL) es un modelo mediante el cual las bibliotecas digitalizan los materiales de su colección y los ponen a disposición para su préstamo. Se basa en interpretaciones de los principios de derechos de autor de los Estados Unidos sobre el uso justo y el agotamiento de los derechos de autor.
Los defensores argumentan que CDL es legal según dichos principios pues se basa la gestión de derechos digitales (DRM) para garantizar que cualquier obra digitalizada propiedad de la biblioteca que tenga derechos de autor se preste por un periodo de tiempo limitado, y que una proporción de uno a uno de copias propias a los prestatarios se mantiene. Los opositores critican esta interpretación, argumentando que CDL implica la copia, no el simple préstamo, y que la compra de un libro físico por parte de una biblioteca no le da derecho a producir y prestar un libro electrónico o distribuir copias digitales.

## Desarrollo
Un predecesor del modelo CDL fue el programa «Digitize and Lend» que inició Open Library en 2011, una iniciativa de Internet Archive. Asimismo en 2011, Michelle Wu articuló los principios básicos de CDL en su artículo Building a Collaborative Digital Collection: A Necessary Evolution in Libraries. El uso del término «Préstamos digitales controlados» para referirse a este concepto apareció por primera vez en el texto Position Statement on Controlled Digital Lending, publicado en 2018 junto con un libro blanco que explica sus argumentos legales.
El CDL está siendo considerado cada vez más por varias bibliotecas y está siendo revisado por organizaciones bibliotecarias en los Estados Unidos, así como en otros países. En el caso de Brasil, algunos han argumentado que el CDL se puede aplicar en el país a través de una interpretación sistemática de los derechos culturales que limita extrínsecamente los derechos de autor. Internet Archive ha reunido 12 historias de su blog sobre bibliotecas que participan en aspectos de CDL. Lisa Petrides señala que en el caso de las bibliotecas escolares, el CDL es un paso positivo, pero no va lo suficientemente lejos para cubrir las necesidades del sector.
En mayo de 2021, la Federación Internacional de Asociaciones e Instituciones Bibliotecarias (IFLA) declaró que "existe un caso socioeconómico sólido" para el CDL; pues respeta "una serie de principios deseables y ampliamente reconocidos [...] (capacidad de las bibliotecas para adquirir y prestar libremente, la neutralidad tecnológica de la ley, la posibilidad de combinar excepciones)"; y que la base legal del CDL apoya un interés público más amplio.

## Mecanismo
Una de las actividades centrales de una biblioteca es prestar materiales bibliográficos, y, en este sentido, el CDL es una extensión digital moderna equivalente. Con el CDL, una biblioteca toma una copia física de un elemento (libro u otro material) adquirido legalmente y lo digitaliza. Después de la digitalización, se aplica DRM a la versión digital y el elemento físico no está disponible para préstamo. El registro del catálogo de la biblioteca suele ser el mecanismo para dar acceso al préstamo digital, por lo que el registro se modifica para indicar el repositorio donde reside la copia digital. De esta forma, sólo se presta un elemento digital por cada ejemplar en propiedad de la biblioteca. Una vez que vence el préstamo, el software DRM elimina el acceso del prestatario anterior y el libro está disponible para préstamo a otro usuario.
La Unión Nacional de Escritores (National Writers Union), un organismo que se opone al CDL, argumenta que este mecanismo no equivale a un préstamo, que no requiere copia, y disputa la afirmación de que solo una copia a la vez está disponible para lectura. También señalan que el CDL implica primero hacer una copia digital no autorizada de una edición impresa de una obra y luego realizar una copia digital no autorizada adicional para cada "prestatario". También argumentan que las copias digitales sin cifrar se distribuyen para su visualización en un navegador web, y que estas copias pueden conservarse, visualizarse o imprimirse desde la memoria caché del navegador incluso después de que el libro electrónico se marque como "devuelto" y esté disponible para su "préstamo" a otros lectores.

## Controversia
Grupos de autores y editores han cuestionado las interpretaciones de derechos de autor que subyacen al CDL. A principios de 2019, la Unión Nacional de Escritores y una coalición de cuarenta organizaciones y federaciones nacionales e internacionales de escritores, fotógrafos, artistas visuales, traductores, editores y organizaciones de derechos de reproducción emitieron una declaración titulada «Apelación de las víctimas de los préstamos digitales controlados (CDL)» que afirmaba que el CDL "vulnera los derechos económicos y morales de los autores".
En un artículo de noticias en Publishers Weekly, se cita a la Asociación Estadounidense de Editores afirmando que el CDL "'denigra' el incentivo que los derechos de autor brindan a los autores y editores". El Sindicato de Autores se basa en el caso de Capitol Records, LLC v. ReDigi Inc., que estableció que ReDigi no podía revender música digital, para argumentar que las bibliotecas también tendrían prohibido prestar versiones digitalizadas de libros que se compraron legalmente, y argumenta que el CDL da como resultado la pérdida de ventas.
Varios académicos han enmarcado el caso de Capitol Records, LLC v. ReDigi Inc. como dejar espacio para el CDL como parte de la misión educativa sin fines de lucro de una biblioteca. Por ejemplo, la opinión, redactada por el juez Pierre N. Leval, encontró que ReDigi no tenía control real de la música digital que se vendía (mp3 de iTunes con licencia) y que ReDigi “hizo reproducciones de las obras de los Demandantes con el fin de revenderlas en competencia con la Mercado de los demandantes para la venta de sus grabaciones sonoras”. Otros estudios han señalado que las bibliotecas no venden obras en competencia directa con las editoriales, como el Demandado en ReDigi. Las bibliotecas compran libros en el mercado para prestarlos a sus usuarios. Además, el juez Pierre N. Leval, también creador de la doctrina del uso justo transformador, explicó que un uso puede ser transformador cuando “utiliza la tecnología para lograr el propósito transformador de mejorar la entrega de contenido sin invadir injustificadamente los derechos comerciales del titular de los derechos.” Nuevamente, analizando este lenguaje del caso, algunos académicos han afirmado que el CDL no invade irrazonablemente el mercado de estos libros de manera diferente a los usos legales ya permitidos por la ley de derechos de autor cuando las bibliotecas prestan libros físicamente.